# The All-American Rejects (álbum)
The All American Rejects é o álbum de estreia da banda de pop punk norte-americana The All-American Rejects. Foi lançado nos Estados Unidos no dia 4 de fevereiro de 2003 e no Reino Unido no dia 3 de março de 2003. A versão original foi lançada exclusivamente pela Doghouse Records, no dia 15 de outubro de 2002.

## Faixas
| N.º | Título              | Duração |  |
| 1.  | "My Paper Heart"    | 3:49    |  |
| 2.  | "Your Star"         | 4:21    |  |
| 3.  | "Swing, Swing"      | 3:53    |  |
| 4.  | "Time Stands Still" | 3:31    |  |
| 5.  | "One More Sad Song" | 3:04    |  |
| 6.  | "Why Worry"         | 4:16    |  |
| 7.  | "Don't Leave Me"    | 3:28    |  |
| 8.  | "Too Far Gone"      | 4:05    |  |
| 9.  | "Drive Away"        | 3:00    |  |
| 10. | "Happy Endings"     | 4:25    |  |
| 11. | "The Last Song"     | 5:00    |  |

| Faixa Bônus na versão em/do Vinil/UK |                      |         |  |
| N.º                                  | Título               | Duração |  |
| 12.                                  | "The Cigarette Song" | 3:39    |  |

## Performance nas Paradas
Álbum
| Ano  | Parada                   | Melhor Posição |
| ---- | ------------------------ | -------------- |
| 2003 | - Billboard 200          | 25             |
| 2003 | - Top Independent Albums | 9              |
| 2003 | - Top Heatseekers        | 8              |
| 2003 | - UK Albums Chart        | 50             |
| 2003 | - Oricon                 | 86             |

Singles
| Ano  | Single              | Melhor Posição nas Paradas | Melhor Posição nas Paradas | Melhor Posição nas Paradas | Melhor Posição nas Paradas | Melhor Posição nas Paradas | Melhor Posição nas Paradas | Melhor Posição nas Paradas |
| Ano  | Single              | US                         | Hot 100 Airplay            | US Mod.                    | Main Top 40                | Hot Digital Songs (2007)   | Top 40 Tracks              | UK                         |
| ---- | ------------------- | -------------------------- | -------------------------- | -------------------------- | -------------------------- | -------------------------- | -------------------------- | -------------------------- |
| 2003 | "Swing, Swing"      | 60                         | 59                         | 8                          | 17                         | 75                         | 30                         | 13                         |
| 2003 | "The Last Song"     | —                          | —                          | 29                         | —                          | —                          | —                          | 69                         |
| 2003 | "Time Stands Still" | —                          | —                          | —                          | —                          | —                          | —                          | —                          |
| 2003 | "My Paper Heart"    | —                          | —                          | —                          | —                          | —                          | —                          | —                          |

## Certificados
| País         | Certificação | Vendas     |
| ------------ | ------------ | ---------- |
| Music Canada | Ouro         | 50,000     |
| RIAA         | Platina      | 1,000,000+ |